# Jeanne Borchard
Jeanne Borchard  (* 1827; † unbekannt) hieß ursprünglich Heritzen und entdeckte die meisten der erhaltenen Exemplare der Roten und Blauen Mauritius.
Ihr Ehemann war der Kaufmann und Reeder Adolphe Borchard (1816–1869) aus Bordeaux, mit geschäftlichen Kontakten nach Mauritius. Dieser Geschäftsmann hatte seit 1847 beruflich mit Mauritius zu tun. In den 1860er Jahren war er außerdem Konsul für Österreich und Vizekonsul für Mecklenburg-Schwerin in Bordeaux.
Im Zeitraum zwischen 1864 und 1869 entdeckte Madame Borchard insgesamt 13 Stück dieser Marken, die sie mit Sammlern tauschte oder an die Händlerin Marie Desbois aus Bordeaux verkaufte. Diese Exemplare stammten allesamt aus dem Briefverkehr ihres Mannes. Sie gab die Marken angeblich deswegen ab, weil sie nicht in ihrem Lallier-Vordruckalbum enthalten waren.